# Pirâmide Estratificada
Pirâmide Estratificada (conhecida localmente em árabe como il-haram il-midawwar, em árabe: الهرم المدور, que significa "pirâmide de cascalho") é um pirâmide de degraus em ruínas que data da III dinastia do Egito (2686 aC a 2613 aC) e localizado na necrópole de Zawyet el-Aryan. Sua propriedade é incerta e pode ser atribuível ao faraó Khaba. A arquitetura da pirâmide, no entanto, é muito semelhante à da pirâmide enterrada do rei Sekhemkhet.
A pirâmide foi escavado no início do século XX por duas equipes diferentes que relataram estimativas conflitantes sobre seu tamanho e número de câmaras subterrâneas. Não foram encontrados artefatos ao longo das escavações e nenhum vestígio de um sepultamentos. Por esta razão, não está claro se a pirâmide foi usada para enterrar um faraó ou foi abandonada após a morte prematura do rei.
Na época de sua construção, a pirâmide era cercada por uma necrópole de grandes mastabas pertencentes aos altos funcionários da III dinastia. Um templo mortuário foi construído no lado oriental da pirâmide. Hoje em dia, a pirâmide está localizado dentro dos limites de uma área militar restrita.